# آلبر ماسار
آلبر ماسار (فرانسوی: Albert Massard‎; ۳۰ اوت ۱۹۰۰ – ۸ ژانویهٔ ۱۹۶۸) بازیکن فوتبال اهل لوکزامبورگ بود.
وی همچنین در تیم ملی فوتبال لوکزامبورگ بازی کرده‌است.